# 한국반려동물생산자협회
한국반려동물생산자협회는 반려동물 생산농가의 체계적인 경영을 위한 교육사업, 종모견과 종빈견 개량사업, 수출지원 및 질병방역사업 수행 등을 통한 반려동물 산업의 건전한 발전과 반려동물 생산농가의 사회적, 경제적 지위향상 및 동물보호.복지증진에 기여할 목적으로 2010년 1월 29일에 설립된 대한민국 농림수산식품부 소관의 사단법인이다.